# آنجلیکا آگورباش

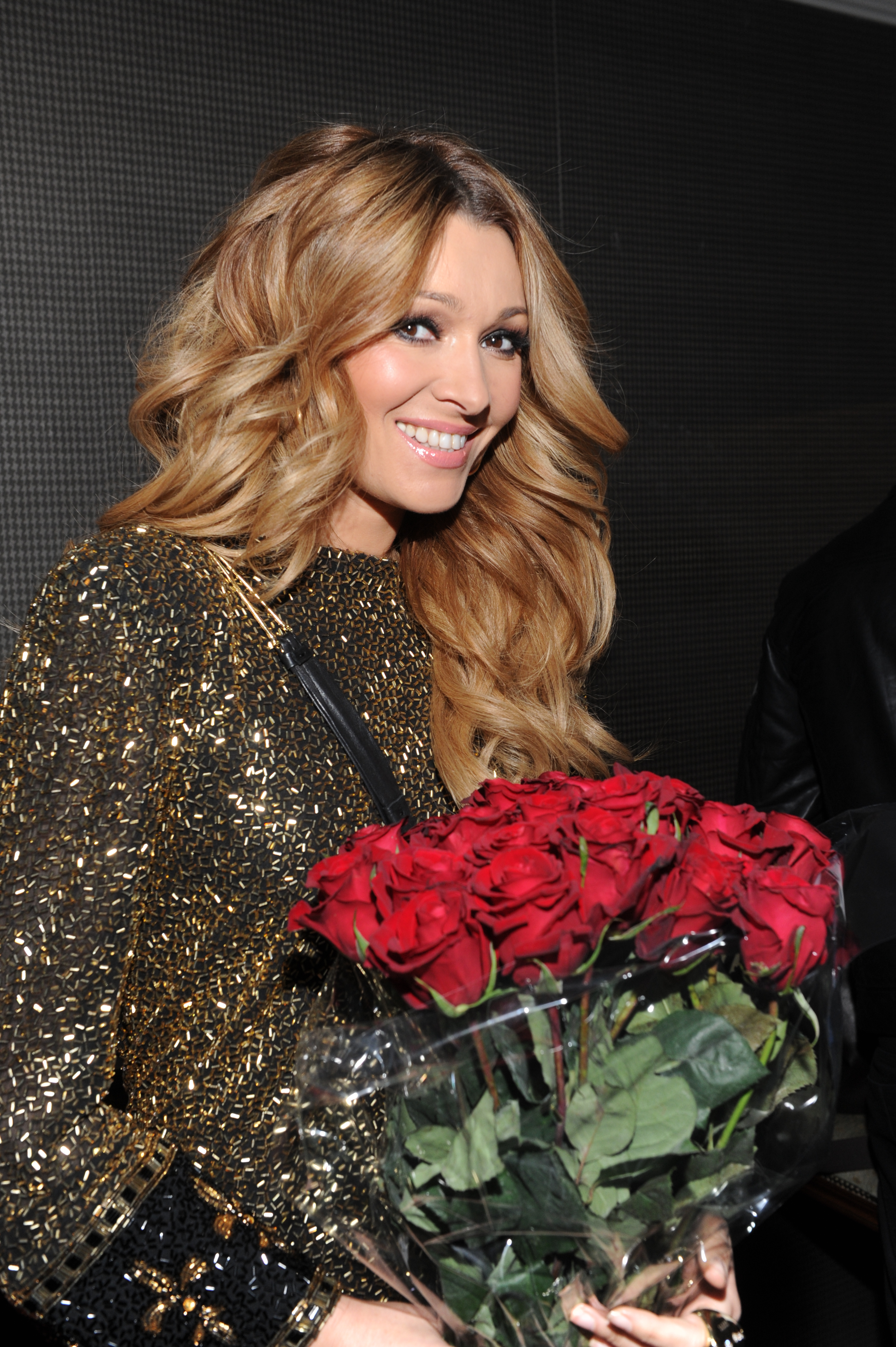
آنجلینا آگروباش

آنجلیکا آگورباش (به انگلیسی: Angelica Agurbash) (زاده ۷ سپتامبر ۱۹۷۰) خواننده ، بازیگر ، مدل ، مجری تلویزیون بلاروسی است.
او در مسابقه آواز یوروویژن ۲۰۰۵ نماینده بلاروس بود.